# Bistum Luiza
Das Bistum Luiza (lateinisch Dioecesis Ludovicana, französisch Diocèse de Luiza) ist eine in der Demokratischen Republik Kongo gelegene römisch-katholische Diözese mit Sitz in Luiza in der Provinz Kasaï-Central.

## Geschichte
Das Bistum Luiza wurde am 26. September 1967 durch Papst Paul VI. mit der Apostolischen Konstitution In Summo Pontificalis aus Gebietsabtretungen des Erzbistums Luluabourg errichtet und diesem als Suffraganbistum unterstellt.
Am 25. März 2022 gab das Bistum Luiza Teile seines Territoriums zur Gründung des Bistums Tshilomba ab.

## Bischöfe von Luiza
- Bernard Mels CICM, 1967–1970
- Godefroid Mukeng’a Kalond CICM, 1971–1997, dann Erzbischof von Kananga
- Léonard Kasanda Lumembu CICM, 1998–2014
- Félicien Mwanama Galumbulula, seit 2014